# Złote pokolenie piłkarzy portugalskich
Złote pokolenie – określenie piłkarzy portugalskich urodzonych pod koniec lat 60. lub na początku 70., którzy zdobyli przynajmniej jeden z dwu tytułów mistrza świata U-20 (w 1989 i 1991 roku), a następnie osiągnęli także sukcesy w piłce seniorskiej. Za najwybitniejszych przedstawicieli złotego pokolenia uważani są Luís Figo, lider i kapitan dorosłej reprezentacji aż do Mundialu 2006, oraz Rui Costa, Paulo Sousa, João Pinto, Fernando Couto, Jorge Costa, Capucho i Abel Xavier. Trenerem drużyny U-20 na obu turniejach był Carlos Queiroz.
W niektórych opracowaniach za „złote pokolenie” uważani są również inni piłkarze urodzeni pod koniec lat 60. lub na początku 70., którzy przez wiele lat występowali w reprezentacji A, a nie grali na Mundialu U-20 1989 i 1991. Wśród nich najczęściej wymienia się Vítora Baíę (który znalazł się w kadrze na Mundial U-20 1989, ale odmówił wyjazdu) i Pauletę.

## Piłkarze
| Nr | Nazwisko         | Mecze | Mnt |
| -- | ---------------- | ----- | --- |
| 1  | Brassard         | 0     | 0   |
| 2  | Abel             | 5     | 405 |
| 3  | Paulo Alves      | 4     | 162 |
| 4  | Paulo Sousa      | 2     | 136 |
| 5  | Morgado          | 6     | 540 |
| 6  | Jorge Couto      | 4     | 236 |
| 7  | Tozé             | 6     | 540 |
| 8  | Hélio            | 6     | 540 |
| 9  | José Xavier      | 3     | 191 |
| 10 | Paulo Madeira    | 6     | 379 |
| 11 | Filipe Ramos     | 5     | 380 |
| 12 | Bizarro          | 6     | 540 |
| 13 | Antonio Resende  | 2     | 135 |
| 14 | João Pinto       | 6     | 494 |
| 15 | Valido           | 5     | 450 |
| 16 | Fernando Couto   | 4     | 360 |
| 17 | Folha            | 4     | 110 |
| 18 | Amaral Domingues | 4     | 342 |

| Nr | Nazwisko      | Mecze | Mnt |
| -- | ------------- | ----- | --- |
| 1  | Brassard      | 5     | 510 |
| 2  | Gil           | 5     | 471 |
| 3  | Luís Figo     | 6     | 555 |
| 4  | Emílio Peixe  | 6     | 555 |
| 5  | Rui Costa     | 5     | 439 |
| 6  | Jorge Costa   | 6     | 600 |
| 7  | Abel Xavier   | 4     | 390 |
| 8  | Paulo Torres  | 6     | 600 |
| 9  | Luís Miguel   | 2     | 30  |
| 10 | Nelson        | 3     | 129 |
| 11 | Rui Bento     | 6     | 600 |
| 12 | To Ferreira   | 1     | 90  |
| 13 | Capucho       | 5     | 162 |
| 14 | João Pinto    | 6     | 553 |
| 15 | Tulipa        | 2     | 151 |
| 16 | Cão           | 1     | 90  |
| 17 | João Pinto II | 3     | 103 |
| 18 | Toni          | 6     | 567 |

1. ↑  Maksymalna liczba minut: 540 (6 meczów)
2. ↑  Maksymalna liczba minut: 600 (6 meczów + dogrywka)

## Wreprezentacji A
Seniorska reprezentacja Portugalii dopiero pięć lat po ostatnim zwycięstwie kadry młodzieżowej, awansowała do międzynarodowego turnieju. Na Euro 1996 z piłkarzy, którzy pamiętali triumf z jednego z mundiali U-20, zagrali:
- Luís Figo, Rui Costa, Fernando Couto, Paulo Sousa, João Pinto i Folha.

Cztery lata później na Euro 2000 (III-IV miejsce):
- Luís Figo, Rui Costa, Fernando Couto, Paulo Sousa, João Pinto, Jorge Costa, Abel Xavier i Capucho.

Cała ósemka znalazła się także w kadrze na mundial 2002, który dla większości z nich okazał się zamknięciem kariery reprezentacyjnej. Portugalczycy, choć byli uważani za faworytów imprezy, nie wyszli nawet z grupy. Po tym turnieju nowy selekcjoner Brazylijczyk Luiz Felipe Scolari dokonał radykalnego odmłodzenia drużyny. Na Euro 2004, na którym Portugalia zdobyła srebrny medal, grali już tylko Luís Figo oraz – jako rezerwowi – Rui Costa i Fernando Couto. Figo był także jedynym, który dotrwał do mundialu 2006 (IV miejsce), po którym ostatecznie zakończył karierę w reprezentacji.
| Nazwisko       | Lata gry w kadrze | Mecze (Gole) |
| -------------- | ----------------- | ------------ |
| Luís Figo      | 1991-06           | 127 (32)     |
| Fernando Couto | 1990-04           | 110 (8)      |
| Rui Costa      | 1993-04           | 94 (26)      |
| João Pinto     | 1991-02           | 81 (23)      |
| Paulo Sousa    | 1991-02           | 51 (0)       |
| Jorge Costa    | 1992-02           | 50 (2)       |
| Capucho        | 1996-02           | 34 (2)       |
| Folha          | 1993-96           | 26 (5)       |
| Abel Xavier    | 1993-02           | 20 (2)       |